# Discografia de GFriend
A discografia de GFriend, um grupo sul-coreano, consistiu em quatro álbuns de estúdio, dez extended plays, uma reedição, uma compilação e dezenove singles.
GFriend teve sua estreia em 2015 com o extended play Season of Glass com a faixa-título "Glass Bead". No mesmo ano, o grupo lançou seu segundo extended play Flower Bud com o single "Me Gustas Tu", a canção garantiu o primeiro Top 10 do grupo na principal parada da Coreia do Sul, a Gaon Digital Chart, tendo vendido 2.500.000 cópias em território sul-coreano. No começo de 2016, o grupo lançou o EP Snowflake com o single "Rough", que foi o primeiro número um do grupo na tabela e que eventualmente, foi a canção mais vendida na Coreia do Sul em 2016. No mesmo ano, foi lançado o primeiro álbum de estúdio do grupo, LOL e a faixa-título "Navillera", o grupo terminou o ano sendo a girl group com melhor desempenho digitalmente.
Em 2017, GFriend lançou o EP The Awakening em março, que foi o primeiro número um do girl group no Gaon Album Chart, seguidamente, lançou Parallel em agosto e sua primeira re-edição, Rainbow em setembro, sendo a terceira girl group que mais vendeu exemplares físicos na Coreia do Sul, atrás de Twice e Red Velvet. No ano seguinte, o grupo conseguiu manter seu sucesso nacionalmente com mais dois lançamentos: Time for the Moon Night, em abril, e Sunny Summer, em julho. Em 2019, foi lançado o segundo álbum de estúdio, Time for Us, que é o lançamento mais vendido de GFriend até então, com mais de 96.000 cópias comercializadas em território sul-coreano, e mais tarde no mesmo ano, foi lançado o oitavo EP Fever Season, em julho. Em agosto do mesmo ano, foi relatado pela Gaon Chart que a girl group tinha vendido 710.000 exemplares físicos na Coreia do Sul desde sua estreia, dando-as a terceira posição em girl groups que começaram sua atividade musical na década de 2010, que mais venderam no gráfico. Em 2020, Labyrinth foi lançado e marcou o primeiro trabalho do grupo como artistas da Big Hit Entertainment, a mesma empresa de BTS, o extended play quebrou recordes pessoais para o grupo. Além disso, foi lançado Song of the Sirens e seu quarto álbum de estúdio Walpurgis Night, que posteriormente veio a ser o último trabalho de GFriend como um grupo em novembro de 2020.
No Japão, GFriend marcou sua estreia em 2018 com sua primeira compilação, Me Gustas Tú (今日から私たちは) – GFriend 1st Best, tendo como faixa-título, a versão japonesa do sucesso coreano, "Me Gustas Tu" e meses depois, foi lançado o primeiro single original japonês, "Memoria". No ano seguinte, o grupo continuou com seus lançamentos musicais em território japonês: Fallin' Light, o terceiro álbum de estúdio de GFriend que reuniu singles como "Memoria", "Flower" e "Fallin' Light".

## Álbuns

### Álbuns de estúdio
| Título                                                                                   | Detalhes do álbum                                                                                                | Melhores posições nas paradas | Melhores posições nas paradas | Melhores posições nas paradas | Melhores posições nas paradas | Vendas               |
| Título                                                                                   | Detalhes do álbum                                                                                                | KOR                           | JPN                           | JPN Hot.                      | US World                      | Vendas               |
| Em coreano                                                                               | Em coreano | Em coreano                    | Em coreano                    | Em coreano                    | Em coreano                    | Em coreano           |
| ---------------------------------------------------------------------------------------- | --- | ----------------------------- | ----------------------------- | ----------------------------- | ----------------------------- | -------------------- |
| LOL                                                                                      | - Lançamento: 11 de julho de 2016 - Formatos: CD, Download digital - Gravadora: Source Music, LOEN Entertainment | 3                             | 55                            | —                             | 7                             | - : 78,348 - : 3,088 |
| Time for Us                                                                              | - Lançamento: 14 de janeiro de 2019 - Formatos: CD, download digital - Gravadora: Source Music, Kakao M          | 2                             | 55                            | —                             | 12                            | - : 96,024 - : 2,019 |
| Walpurgis Night                                                                          | - Lançamento: 9 de novembro de 2020 - Formatos: CD, download digital - Gravadora: Source Music, Kakao M          | 3                             | 84                            | —                             | —                             | - : 68,714 - : 1,042 |
| Em japonês                                                                               | |                               |                               |                               |                               |                      |
| Fallin' Light                                                                            | - Lançamento: 13 de novembro de 2019 - Formatos: CD, download digital - Gravadora: King Records                  | —                             | 7                             | 11                            | —                             | - : 6,753            |
| "—" indica lançamentos que não figuraram nas paradas ou não foram lançados nessa região. | |                               |                               |                               |                               |                      |

### Compilações
| Título                                             | Detalhes do álbum                                                                           | Melhores posições nas paradas | Melhores posições nas paradas | Vendas     |
| Título                                             | Detalhes do álbum                                                                           | JPN                           | JPN Hot.                      | Vendas     |
| -------------------------------------------------- | ------------------------------------------------------------------------------------------- | ----------------------------- | ----------------------------- | ---------- |
| Me Gustas Tú (今日から私たちは) – GFriend 1st Best | - Lançamento: 23 de maio de 2018 - Formatos: CD, Download digital - Gravadora: King Records | 10                            | 10                            | - : 14,736 |

### Re-lançamentos
| Título  | Detalhes do álbum                                                                                                   | Melhores posições nas paradas | Melhores posições nas paradas | Vendas               |
| Título  | Detalhes do álbum                                                                                                   | KOR                           | JPN                           | Vendas               |
| ------- | --- | ----------------------------- | ----------------------------- | -------------------- |
| Rainbow | - Lançamento: 13 de setembro de 2017 - Formatos: CD, Download digital - Gravadora: Source Music, LOEN Entertainment | 2                             | 120                           | - : 41,675 - : 1,973 |

### Extended plays(EP)
| Season of Glass                                                                          | - Lançamento: 15 de janeiro de 2015 - Formatos: CD, Download digital - Gravadora: Source Music, Genie Music        | 9 | —   | —  | - : 21,930           |
| Flower Bud                                                                               | - Lançamento: 23 de julho de 2015 - Formatos: CD, download digital - Gravadora: Source Music, Genie Music          | 6 | —   | —  | - : 28,281           |
| Snowflake                                                                                | - Lançamento: 25 de janeiro de 2016 - Formatos: CD, download digital - Gravadora: Source Music, LOEN Entertainment | 2 | 274 | 10 | - : 43,998 - : 2,211 |
| The Awakening                                                                            | - Lançamento: 6 de março de 2017 - Formatos: CD, download digital - Gravadora: Source Music, LOEN Entertainment    | 1 | 89  | 5  | - : 75,363 - : 1,493 |
| Parallel                                                                                 | - Lançamento: 1 de agosto de 2017 - Formatos: CD, download digital - Gravadora: Source Music, LOEN Entertainment   | 3 | 105 | 10 | - : 62,781 - : 1,973 |
| Time for the Moon Night                                                                  | - Lançamento: 30 de abril de 2018 - Formatos: CD, download digital - Gravadora: Source Music, Kakao M              | 1 | 63  | 6  | - : 89,412 - : 1,170 |
| Sunny Summer                                                                             | - Lançamento: 19 de julho de 2018 - Formatos: CD, download digital - Gravadora: Source Music, Kakao M              | 2 | 112 | 12 | - : 58,333 - : 1,159 |
| Fever Season                                                                             | - Lançamento: 1 de julho de 2019 - Formatos: CD, download digital - Gravadora: Source Music, Kakao M               | 1 | 73  | 10 | - : 82,389           |
| Labyrinth                                                                                | - Lançamento: 3 de fevereiro de 2020 - Formatos: CD, download digital - Gravadora: Source Music, Kakao M           | 1 | 43  | —  | - : 82,533 - : 988   |
| Song of the Sirens                                                                       | - Lançamento: 13 de julho de 2020 - Formatos: CD, download digital - Gravadora: Source Music, Kakao M              | 3 | 42  | —  | - : 90,242 - : 1,240 |
| "—" indica lançamentos que não figuraram nas paradas ou não foram lançados nessa região. | |   |     |    |                      |

## Singles
| Título                                                                                   | Ano        | Melhores posições nas paradas | Melhores posições nas paradas | Melhores posições nas paradas | Melhores posições nas paradas | Melhores posições nas paradas | Vendas (DL)       | Álbum                         |
| Título                                                                                   | Ano        | KOR                           | KOR Hot.                      | JPN                           | JPN Hot.                      | US World                      | Vendas (DL)       | Álbum                         |
| Em coreano                                                                               | Em coreano | Em coreano                    | Em coreano                    | Em coreano                    | Em coreano                    | Em coreano                    | Em coreano        | Em coreano                    |
| ---------------------------------------------------------------------------------------- | ---------- | ----------------------------- | ----------------------------- | ----------------------------- | ----------------------------- | ----------------------------- | ----------------- | ----------------------------- |
| "Glass Bead" (유리구슬)                                                                  | 2015       | 25                            | —                             | —                             | —                             | —                             | - : 1,025,731     | Season of Glass               |
| "Me Gustas Tu" (오늘부터 우리는)                                                         | 2015       | 8                             | —                             | —                             | —                             | —                             | - : 2,500,000     | Flower Bud e GFriend 1st Best |
| "Rough" (시간을 달려서)                                                                  | 2016       | 1                             | —                             | —                             | —                             | —                             | - : 2,500,000     | Snowflake                     |
| "Navillera" (너 그리고 나)                                                               | 2016       | 1                             | —                             | —                             | —                             | 12                            | - : 1,195,154     | LOL                           |
| "Fingertip" (핑거팁)                                                                     | 2017       | 2                             | 56                            | —                             | —                             | 13                            | - : 576,801       | The Awakening                 |
| "Love Whisper" (귀를 기울이면)                                                           | 2017       | 2                             | 13                            | —                             | —                             | —                             | - : 557,278       | Parallel                      |
| "Summer Rain" (여름비)                                                                   | 2017       | 11                            | 21                            | —                             | —                             | —                             | - : 195,196       | Rainbow                       |
| "Time for the Moon Night" (밤)                                                           | 2018       | 2                             | 3                             | —                             | —                             | 17                            | —                 | Time For the Moon NIght       |
| "Sunny Summer" (여름여름해)                                                              | 2018       | 11                            | 10                            | —                             | —                             | —                             | —                 | Sunny Summer                  |
| "Sunrise" (해야)                                                                         | 2019       | 12                            | 10                            | 11                            | 50                            | 25                            | - : 13,491 (Fís.) | Time for Us                   |
| "Fever" (열대야)                                                                         | 2019       | 27                            | 13                            | —                             | —                             | —                             | —                 | Fever Season                  |
| "Crossroads" (교차로)                                                                    | 2020       | 32                            | 20                            | —                             | —                             | —                             | —                 | Labyrinth                     |
| "Apple"                                                                                  | 2020       | 54                            | 41                            | —                             | —                             | —                             | —                 | Song of the Sirens            |
| "Mago"                                                                                   | 2020       | 42                            | 35                            | —                             | —                             | 16                            | —                 | Walpurgis Night               |
| Em japonês                                                                               |            |                               |                               |                               |                               |                               |                   |                               |
| "Memoria"                                                                                | 2018       | —                             | —                             | 6                             | 13                            | —                             | - : 17,593 (Fís.) | Fallin' Light                 |
| "Flower"                                                                                 | 2019       | —                             | —                             | 9                             | 35                            | —                             | - : 11,053 (Fís.) | Fallin' Light                 |
| "Fallin' Light" (天使の梯子)                                                             | 2019       | —                             | —                             | —                             | —                             | —                             | —                 | Fallin' Light                 |
| "—" indica lançamentos que não figuraram nas paradas ou não foram lançados nessa região. |            |                               |                               |                               |                               |                               |                   |                               |

### Colaborações
| Ano  | Título                             | Posições | Vendas (DL)      | Álbum     |
| Ano  | Título                             | JPN      | Vendas (DL)      | Álbum     |
| ---- | ---------------------------------- | -------- | ---------------- | --------- |
| 2019 | "Oh Difficult~" (com Sonar Pocket) | 13       | - : 3,908 (Fís.) | Sem álbum |

### Trilhas sonoras
| Ano                                                                                      | Título                                 | Posições | Álbum                               |
| Ano                                                                                      | Título                                 | KOR      | Álbum                               |
| ---------------------------------------------------------------------------------------- | -------------------------------------- | -------- | ----------------------------------- |
| 2016                                                                                     | "Letter in My Pocket" (주머니 속 편지) | —        | Pokemon the Movie XY&Z OST          |
| 2018                                                                                     | "Wanna Be"                             | —        | What's Wrong with Secretary Kim OST |
| 2019                                                                                     | "ZZAN" (짠)                            | —        | Just One Bite Season 2 OST          |
| "—" indica lançamentos que não figuraram nas paradas ou não foram lançados nessa região. |                                        |          |                                     |

### Outras canções
| Título                        | Ano  | Álbum                                  |
| ----------------------------- | ---- | -------------------------------------- |
| "Cocktail Love" (칵테일 사랑) | 2020 | Two Yoo Project Sugar Man 3 Episode 10 |

## Outras canções que entraram nas tabelas musicais
| Título                                                                                   | Ano  | Melhores posições nas paradas | Melhores posições nas paradas | Vendas (DL) | Álbum         |
| Título                                                                                   | Ano  | KOR                           | KOR Hot.                      | Vendas (DL) | Álbum         |
| ---------------------------------------------------------------------------------------- | ---- | ----------------------------- | ----------------------------- | ----------- | ------------- |
| "Luv Star" (사랑별)                                                                      | 2016 | 52                            | —                             | - : 72,598  | Snowflake     |
| "Trust"                                                                                  | 2016 | 53                            | —                             | - : 51,466  | Snowflake     |
| "Say My Name" (내 이름을 불러줘)                                                         | 2016 | 72                            | —                             | - : 51,728  | Snowflake     |
| "Someday" (그런 날엔)                                                                    | 2016 | 75                            | —                             | - : 40,563  | Snowflake     |
| "Fall in Love" (물들어요)                                                                | 2016 | 55                            | —                             | - : 55,037  | LOL           |
| "LOL"                                                                                    | 2016 | 80                            | —                             | - : 43,237  | LOL           |
| "Mermaid"                                                                                | 2016 | 83                            | —                             | - : 40,432  | LOL           |
| "Gone with the Wind" (바람에 날려)                                                       | 2016 | 87                            | —                             | - : 42,950  | LOL           |
| "Hear The Wind Sing" (바람의 노래)                                                       | 2017 | 34                            | —                             | - : 41,809  | The Awakening |
| "Rain In The Spring Time" (봄비)                                                         | 2017 | 94                            | —                             | - : 21,003  | The Awakening |
| "Please Save My Earth" (나의 지구를 지켜줘)                                              | 2017 | 99                            | —                             | - : 20,156  | The Awakening |
| "One Half" (이분의 일 1/2)                                                               | 2017 | 52                            | —                             | - : 36,196  | Parallel      |
| "Ave Maria" (두 손을 모아)                                                               | 2017 | 72                            | —                             | - : 31,212  | Parallel      |
| "Rainbow"                                                                                | 2017 | 86                            | —                             | - : 21,688  | Rainbow       |
| "Eclipse" (지금 만나러 갑니다)                                                           | 2020 | —                             | 86                            | —           | Labyrinth     |
| "Eye of the Storm" (눈의 시간)                                                           | 2020 | —                             | 92                            | —           | Labyrinth     |
| "Labyrinth"                                                                              | 2020 | —                             | 99                            | —           | Labyrinth     |
| "—" indica lançamentos que não figuraram nas paradas ou não foram lançados nessa região. |      |                               |                               |             |               |

## Videoclipes
| Ano  | Título                           | Diretor                | Ref.   |
| ---- | -------------------------------- | ---------------------- | ------ |
| 2015 | "Glass Bead" (유리구슬)          | Hong Won-Ki (Zanybros) | [ 66 ] |
| 2015 | "Me Gustas Tu" (오늘부터 우리는) | Hong Won-Ki (Zanybros) | —      |
| 2016 | "Rough" (시간을 달려서)          | Hong Won-Ki (Zanybros) | [ 67 ] |
| 2016 | "Wave" (파도)                    | Hong Won-Ki (Zanybros) | [ 68 ] |
| 2016 | "Navillera" (너 그리고 나)       | Oui Kim (GDW)          | [ 69 ] |
| 2017 | "Fingertip" (핑거팁)             | Hong Won-Ki (Zanybros) | [ 70 ] |
| 2017 | "Love Whisper" (귀를 기울이면)   | Hong Won-Ki (Zanybros) | [ 71 ] |
| 2017 | "Summer Rain" (여름비)           | Hong Won-Ki (Zanybros) | [ 72 ] |
| 2018 | "Time for the Moon Night" (밤)   | Edie Ko                | [ 73 ] |
| 2018 | "Me Gustas Tu (Japanese Ver.)"   | Hong Won-Ki (Zanybros) | —      |
| 2018 | "Sunny Summer" (여름여름해)      | Edie Ko                | [ 74 ] |
| 2018 | "Memoria"                        | Hong Won-Ki (Zanybros) | [ 75 ] |
| 2019 | "Sunrise" (해야)                 | Vikings League         | [ 76 ] |
| 2019 | "Sunrise (Japanese Ver.)"        | Vikings League         | [ 77 ] |
| 2019 | "Flower"                         | —                      | —      |
| 2019 | "Fever" (열대야)                 | Hong Won-Ki (Zanybros) | [ 78 ] |
| 2019 | "Fallin' Light" (天使の梯子)     | —                      | —      |
| 2020 | "Crossroads" (교차로)            | Edie Ko                | [ 79 ] |
| 2020 | "Apple"                          | Guzza (Lumpens)        | [ 80 ] |
| 2020 | "Mago"                           | Guzza (Lumpens)        | [ 81 ] |